# Iyambo Etshele
Iyambo Mara Etshele, né le 28 septembre 1968, est un ancien footballeur professionnel congolais qui évoluait au poste de milieu de terrain. Il a fait partie de l'équipe nationale du Zaïre lors de la Coupe d'Afrique des Nations 1992. Il a été naturalisé français au début des années 1990.

## Carrière
Le 13 mars 1990, alors qu'il évolue au Gazélec Ajaccio (D3), Etshele marque lors de la défaite 3-1 de son club contre Marseille en huitièmes de finale de la Coupe de France 1989-1990. À la fin de la saison, le Gazélec Ajaccio est promu en D2.
Etshele obtient la nationalité française lors de la saison 1991-1992.

## Honneurs
Gazélec Ajaccio
- Promotion en Division 2 française : 1989-1990